# بلاديمير دياز
بلاديمير دياز (بالفرنسية: Bladimir Díaz)‏ (مواليد 10 يوليو 1992) لاعب كرة قدم كولومبي يجيد اللعب في الهجوم لعب سابقاً في نادي الدرعية السعودي.

## روابط خارجية
بلاديمير دياز على موقع قاعدة بيانات كرة القدم.إي يو (الإنجليزية)
- بلاديمير دياز على موقع Soccerway.com (الإنجليزية)
- بلاديمير دياز على موقع عالم كرة القدم.نت (الإنجليزية)